# 朝日岳

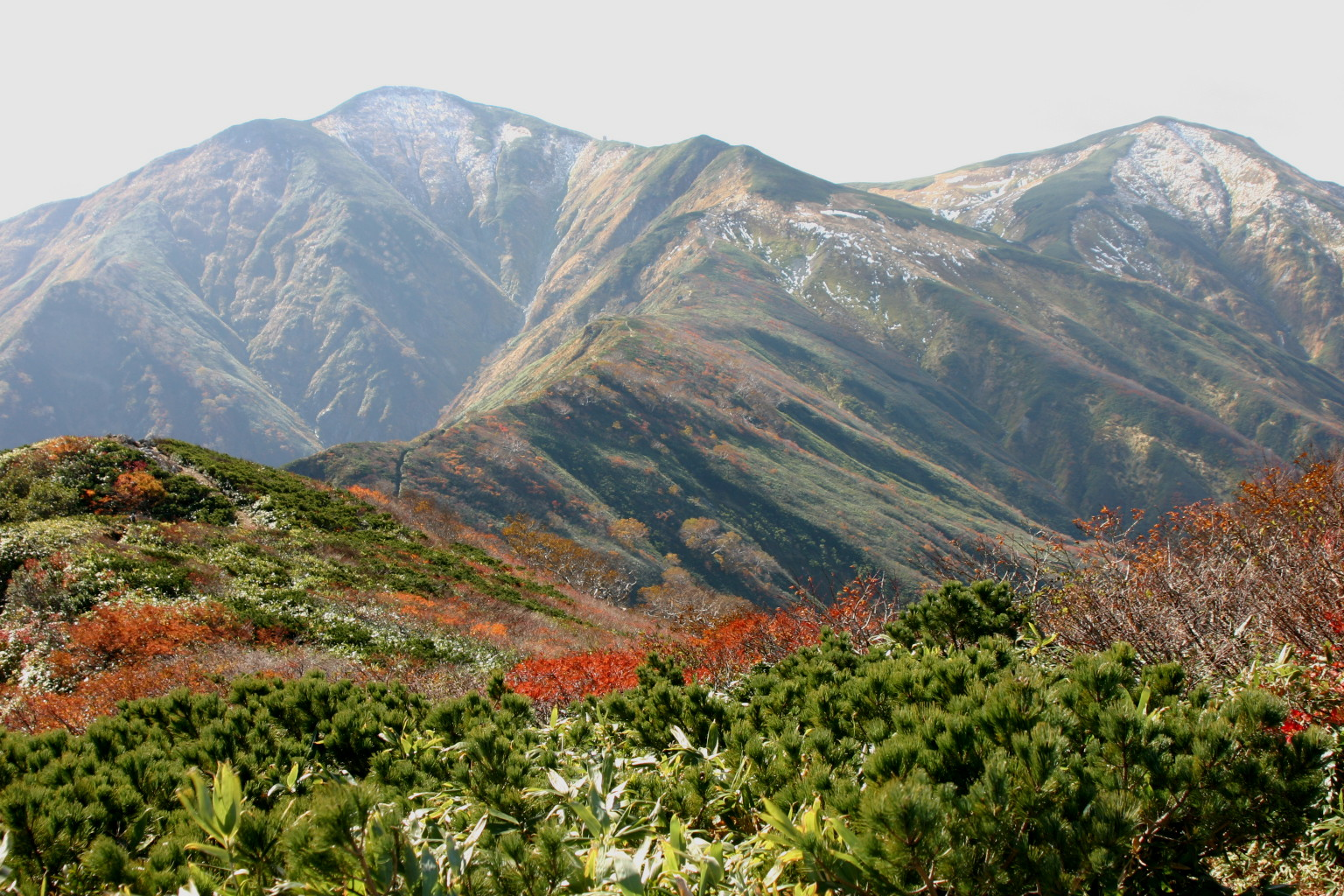

朝日岳（日语：朝日岳）是一座位於日本山形縣和新潟縣交界處，朝日山地南部的山塊。主峰大朝日岳（標高1,870m）位於山形縣境內。朝日岳地處磐梯朝日國立公園之內，是朝日日本百名山之一。

## 外部連結
- 磐梯朝日国立公園（環境省自然環境局）
- 国土地理院 地図閲覧システム 2万5千分1地形図名：朝日岳 (南西) （页面存档备份，存于）